# Midschur
Der Midschur, Midžor oder Midzhur (bulgarisch Миджур, oder serbisch in kyrillischer Schrift Миџор) ist ein Berg, der im westlichen Teil des Balkangebirges (Stara Planina), an der serbisch-bulgarischen Staatsgrenze, liegt. Mit 2169 m Höhe ist er seit der Unabhängigkeit des Kosovo der höchste Berg in Serbien.
Vor den frühen 1990er Jahren war der Zugang von beiden Seiten der Grenze auf die Spitze für Touristen verboten. Auf der bulgarischen Seite ist der Gipfel von der Ortschaft Gorni Lom in der Provinz Widin erreichbar. Etwa sieben Kilometer von der Ortschaft entfernt befindet sich die Gorni Lom Schutzhütte (auf 840 Meter). Außerdem gibt es eine weitere Schutzhütte, welche Midžor genannt wird. Auf der östlichen Seite liegt das unter dem Schutz der UNESCO befindliche Tschuprene Biosphärenreservat. Es ist einer der letzten Zufluchtsorte in Bulgarien für nistende Auerhähne. Am Fuße des Berges liegen auf der bulgarischen Seite die Quellen des Flusses Lom und auf serbischer die des Timoks.
Der Berg ist seit 2011 Namensgeber für den Midzhur Peak, sein Pendant im Ellsworthland in der Antarktis.
Die kürzeste Route führt vom Planinarski dom Midžor auf einer einfachen Wanderung über rund 700 Höhenmeter auf den Gipfel.